# 466 av. J.-C.
Cette page concerne l'année 466 av. J.-C. du calendrier julien proleptique.

## Événements
- 1er octobre : début à Rome du consulat de Quintus Servilius Priscus (pour la seconde fois) et Sp. Postumius Albus Regillensis[1].

- Chute des Deinomédines à Syracuse : le dernier tyran de Syracuse, Thrasybule, vaincu, est exilé à Locres. Il n’y a plus de tyrannie ni d’empire syracusain et une démocratie modérée est mise en place jusqu’en 405 av. J.-C.[2]. Les Syracusains doivent cependant lutter contre 7 000 mercenaires qui avaient reçu la citoyenneté des tyrans et à qui ils ne veulent accorder que des droits restreints. Révoltés, ils se retranchent dans l’île d’Ortygie et le quartier d’Achradina[3]. À Géla, à Agrigente et à Himère s’affrontent également anciens et nouveaux citoyens, jusqu’en 461 av. J.-C..

- En Grèce, fin de la frappe du didrachme de Sélinonte (début en 480  av. J.-C.)[4].
- En Sicile, début de la frappe du tétradrachme de Léontini, (jusqu'en 422 av. J.-C.)[5].
- Aménagement du Grand Port de Syracuse[6].

## Décès
- Hiéron Ier, tyran de Syracuse.